# Mount Adagdak
Mount Adagdak (610 m n. m.) je pleistocenní stratovulkán na severovýchodním konci ostrova Adak Island v Aleutských ostrovech na Aljašce. Nachází se asi 15 km severoseverovýchodně od největšího aleutského města Adak a 1,4 km jižně od mysu Cape Adagdak, podle kterého jej agentura United States Geological Survey (USGS) v roce 1948 pojmenovala. Hora leží přes lagunu Andrew Lagoon od další sopky Mount Moffett (1 196 m).